# 俄中友好协会
俄中友好协会（俄语：Общество Российско-Китайской Дружбы），成立于1957年10月29日，苏联时代称苏中友好协会（俄语：Общества советско-китайской дружбы），是苏联及俄罗斯的官方性民间外交团体。该协会同中俄友好协会、中国人民对外友好协会长期维持交往，并曾于1980年代末以官方身份主持中苏两国的航天科技领域的技术交流。现任俄中友协主席为国家杜马第一副主席、俄罗斯联邦共产党第一副主席伊万·梅利尼科夫，第一副主席为加林娜·库利科娃。中共中央总书记、中国国家主席习近平称赞该组织“巩固和发展中俄关系的重要力量”，俄罗斯总统弗拉基米尔·普京称其“见证了几乎全部俄中当代关系”。